# Bruce Leung
 (mai 2022).
Si vous disposez d'ouvrages ou d'articles de référence ou si vous connaissez des sites web de qualité traitant du thème abordé ici, merci de compléter l'article en donnant les références utiles à sa vérifiabilité et en les liant à la section « Notes et références ».
Bruce Leung, de son pseudonyme cantonais Leung Siu-lung (梁小龍), de son vrai nom 梁財生 (en cantonais Leung Choi-sang), né le 28 avril 1948, est un acteur hongkongais spécialisé dans les films d'arts martiaux.  Il fait partie des acteurs de la bruceploitation des années 1970, c'est-à-dire de ces « clones » de Bruce Lee qui sont apparus après la mort soudaine de l'acteur. Il est aussi parfois crédité sous le nom de Bruce Liang ou Bruce Leong.

## Biographie
Leung apprend les arts martiaux auprès de son père dans le style de l'opéra cantonais. Bien que son style principal soit le karaté gōjū-ryū, il pratique également le wing chun.
Tout au long des années 1970 et 1980, il apparaît dans un grand nombre de films d'arts martiaux. Le plus connu en Occident est peut-être Black kung fu contre Hong Kong connection (1978) de Jim Kelly (dans lequel il n'apparaît que brièvement, mais a chorégraphié les séquences d'action) et Magnificent Bodyguards (1978) avec Jackie Chan, qui est le premier film hongkongais tourné en 3D. Il est également connu pour avoir incarné Bruce Lee dans le classique de la bruceploitation, La Résurrection du dragon (1977).
Il se retire du métier d'acteur en 1988 après Ghost Hospital. Cependant, en 2004, il fait son retour à l'écran en jouant « Nuage de feu infernal » dans Crazy Kung-Fu de Stephen Chow (son premier rôle de méchant). En 2007, il apparaît dans le documentaire italien Dragonland de Lorenzo de Luca dans une interview de nuit sur le plateau de Coq de combat.

## Filmographie
- Les 8 Invincibles du kung fu  (1971)
- Le karaté fait la loi (The Yellow Killer) (1972)
- Dynamique Dragon contre boxeurs chinois (1972)
- Le Bras violent du kung fu (The Good and the Bad) (1972)
- La Déchaînée de Shanghai (1972)
- Rage of Wind (1973)
- La Chaîne infernale du Ta-Kang (1973)
- Blade of Fury (1973)
- Call Me Dragon (1974)
- The Godfather Squad (1974)
- Le Violent Kid du karaté (1975)
- The Fighting Dragon (1975)
- Hong Kong Superman (1975)
- The Return of the Condor Heroes (1976)
- The Legend of the Condor Heroes (1976)
- Million Dollar Snatch (1976)
- Bruce Against Iron Hand (1976)
- La Résurrection du dragon (1977)
- The Four Shaolin Challengers (1977)
- Broken Oath (1977)
- Magnificent Bodyguards (1978)
- Black kung fu contre Hong Kong connection (1978)
- Les Deux Frères justiciers (1979)
- Enter Three Dragons (1979)
- Ten Tigers of Shaolin (1979)
- The Fists, the Kicks and the Evil (1979)
- Black Belt Karate (1979)
- My Kung-Fu 12 Kicks (1979)
- The Fighter Dragon vs. Deadly Tiger (1980)
- Shaolin Kid (1980)
- Be the First (1980)
- The Legendary Fok (1981)
- Return of the Deadly Blade (1981)
- Gang Master (1982)
- Legend of a Fighter (1982)
- Ruthless Revenge (1982)
- Showdown at the Equator (1984)
- The Eight Diagram Cudgel Fighter (1985)
- Rich and Famous 2 (1987)
- Vampires Live Again (1987)
- Ghost Hospital (1988)
- Crazy Kung-Fu (2004)
- Coq de combat (2007)
- Sasori (2008)
- Kung Fu Chefs (2009)
- Jeet Kune Do (2010)
- Adventure of the King (2010)
- Gallants (2010)
- Just Another Pandora's Box (2010)
- Tiger and Dragon Reloaded (2010)
- The Kungfu Master (2012)
- Zombies Reborn (2012)
- Tai Chi Hero (2012)
- Tai Chi 0 (2012)
- Badge of Fury (2013)
- Princess and the Seven Kung Fu Masters (2013)
- Ip Man (2013)
- The Grandmaster (2013)
- Hero of the River (2014)
- The Buddha's Shadow (2014)
- A Lifetime Treasure (2019)
- The Beast (2019)
- The Beast 2 (2019)